# Elisabeth Borchers
Elisabeth Borchers (Homberg, 27 febbraio 1926 – Francoforte sul Meno, 25 settembre 2013) è stata una poetessa e scrittrice tedesca.

## Biografia
Crebbe in Alsazia e studiò negli Stati Uniti e in Francia. Divenne nota a livello nazionale nel 1960, quando il Frankfurter Allgemeine Zeitung pubblicò la sua poesia "eia wasser regnet schlaf" ("Cara acqua pioggia sonno"), generando un vivace dibattito sulla poesia moderna e sulle avanguardie artistiche.
Fu autrice di racconti, libri per l'infanzia e radiodrammi, nonché traduttrice e curatrice di volumi antologici. Il suo stile poetico fu caratterizzato dalla fuga in realtà parallele e dal frequente utilizzo di metafore mistiche, mentre nei lavori in prosa predilesse l'affresco di piccole realtà ordinarie.
Nel 1976 venne insignita del Premio Roswitha.